# 赖久尔
賴久爾（Raichur）是印度卡納塔克邦的城市，位於該國南部棟格珀德拉河畔，距離首府班加羅爾409公里，海拔高度407米，2011年人口232,456。

## 外部連結
- Raichur City Official Website
- Weather in Raichur （页面存档备份，存于）